# Bücker Bü 181
Die Bücker Bü 181 Bestmann war unter den weltweit erfolgreichen Sport-, Schul- und Übungsflugzeugen des Flugzeugherstellers Bücker Flugzeugbau dasjenige mit der weitaus höchsten Stückzahl. Bestmann ist ein Begriff aus der Seefahrt.

## Geschichte

### Ein neues Konzept

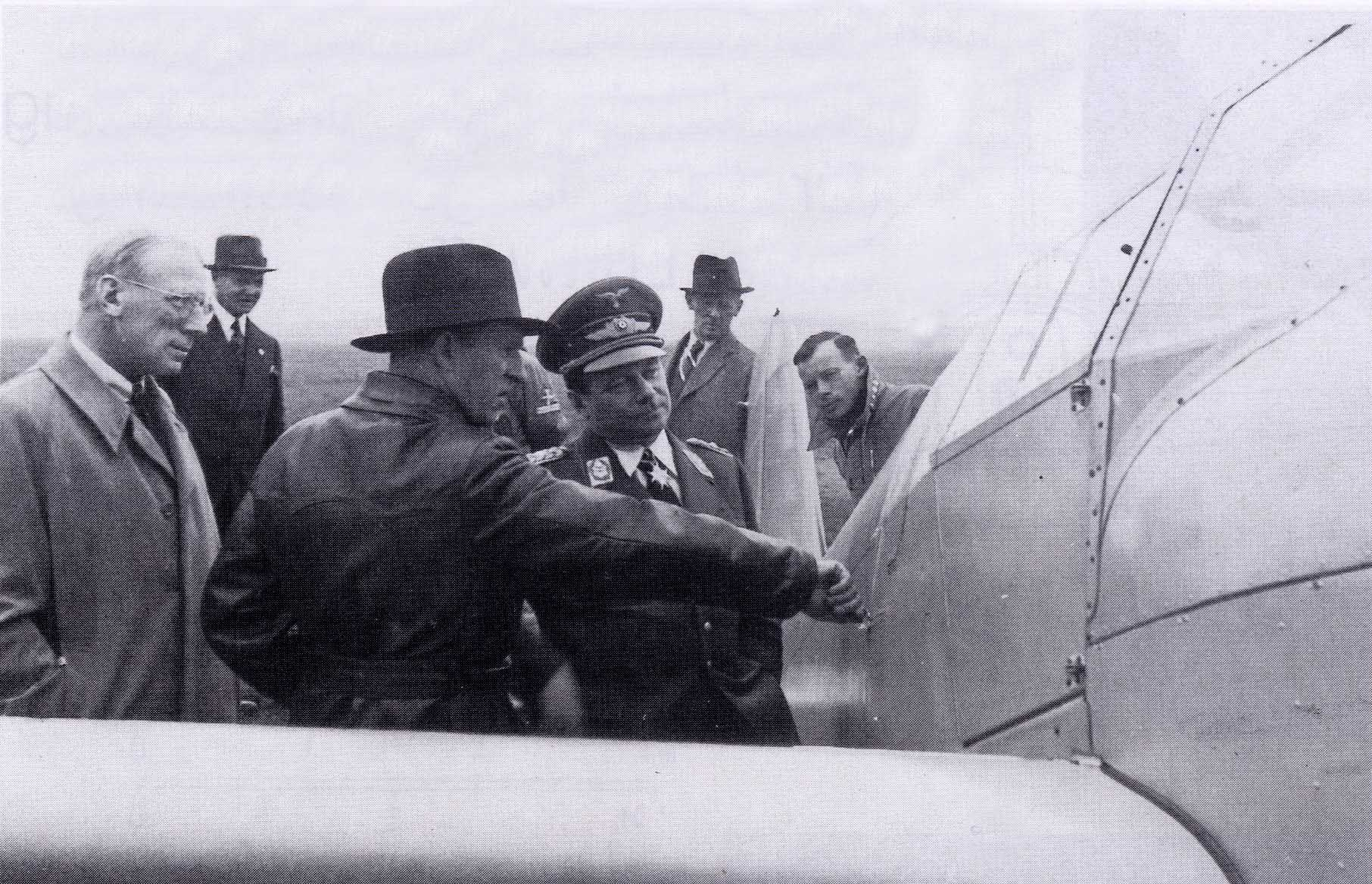
Generalleutnant Ernst Udet, Chef des Technischen Amts des Reichsluftfahrtministeriums (RLM) ist offensichtlich von der Form der vom Konstrukteur Anderson vorgestellten zweigeteilten Einstiegstür an der Bü 181 V1 wenig begeistert. Ganz links C. C. Bücker

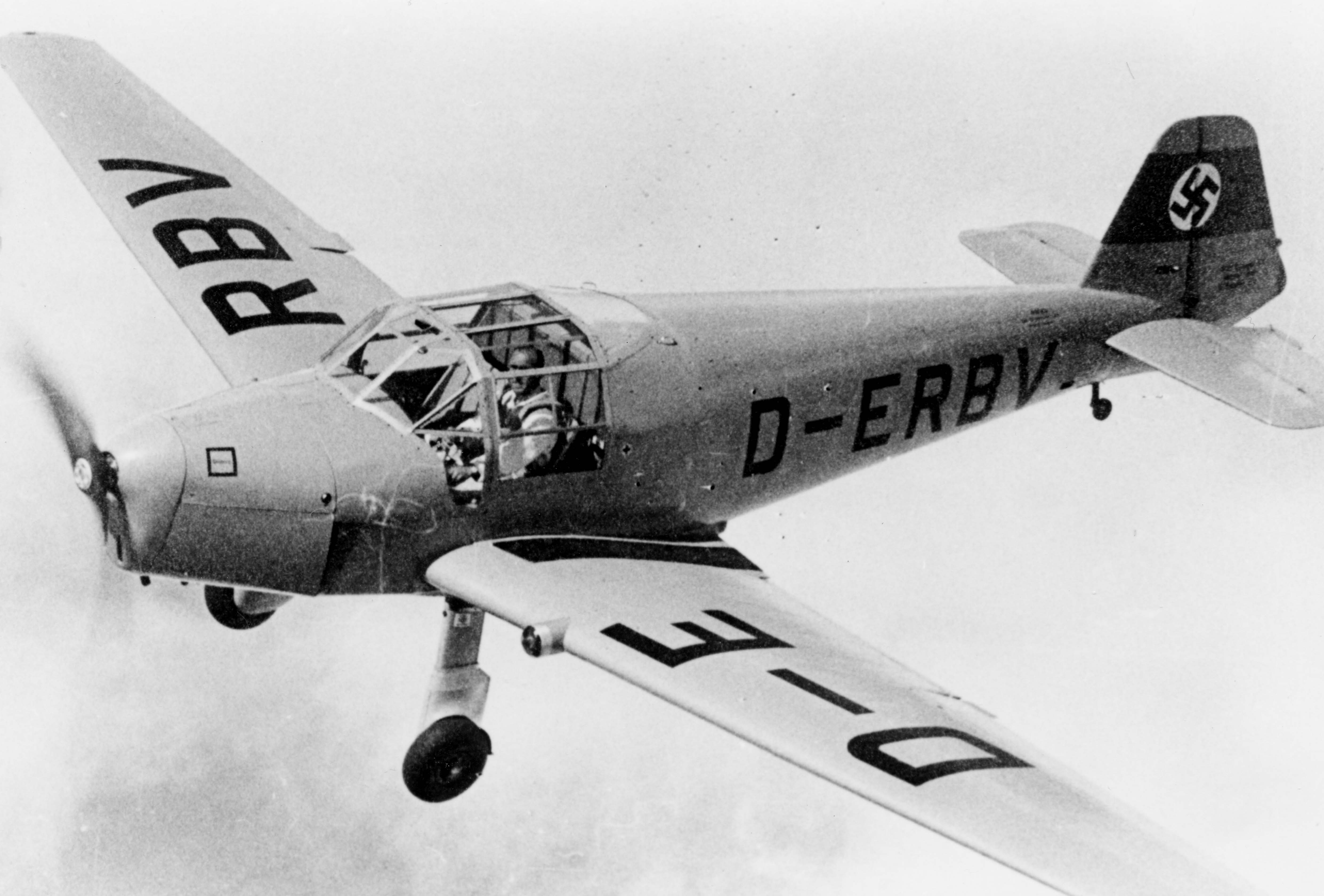
Am zweiten Flugzeug sind bereits die meisten von Udets Beanstandungen behoben. Die Einstiegstüren sind zwar schon einteilig, aber immer noch nach oben zu öffnen. Form und Größe des Seitenleitwerks entsprechen noch nicht der Serie

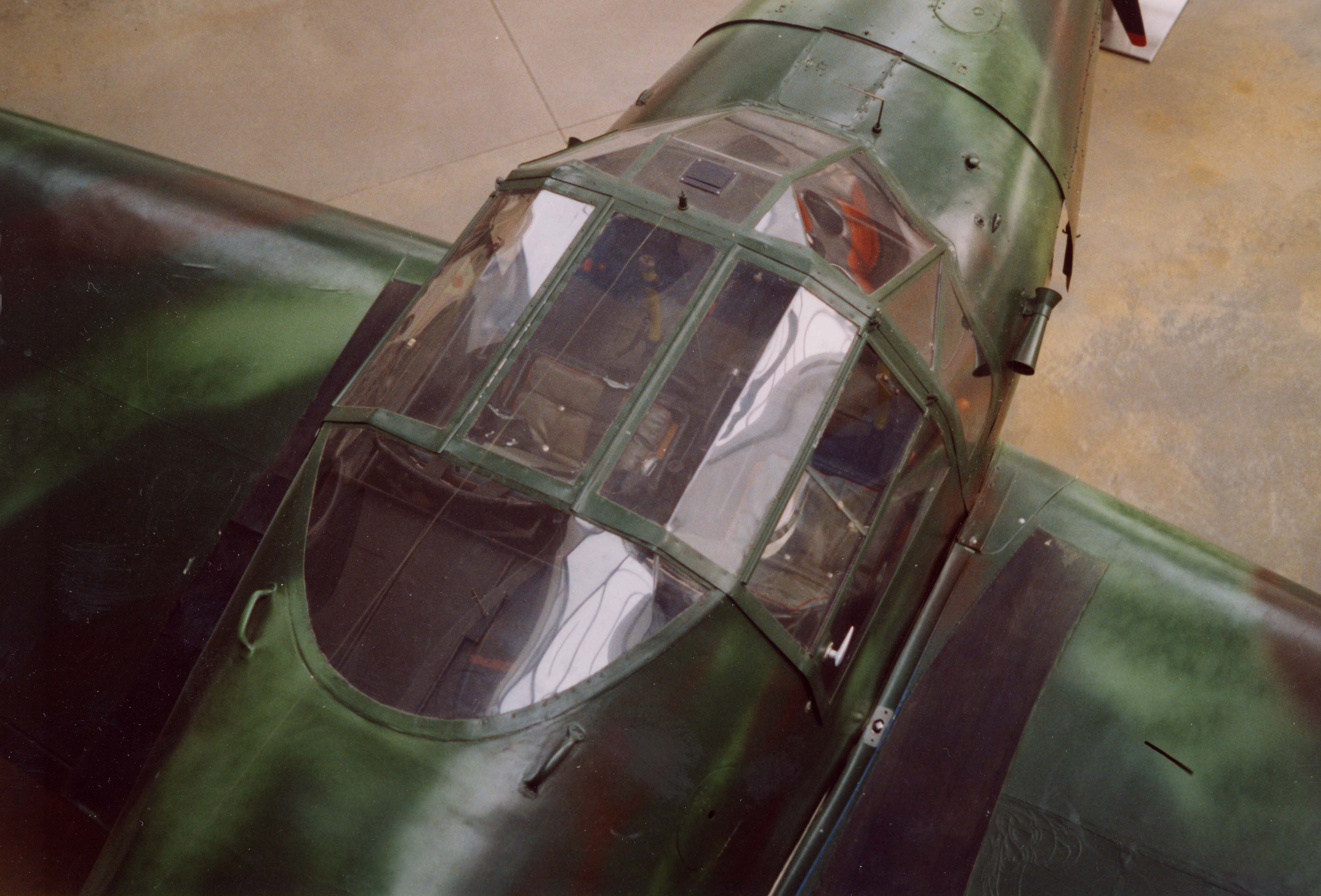
Cockpitabdeckung der Serienversion

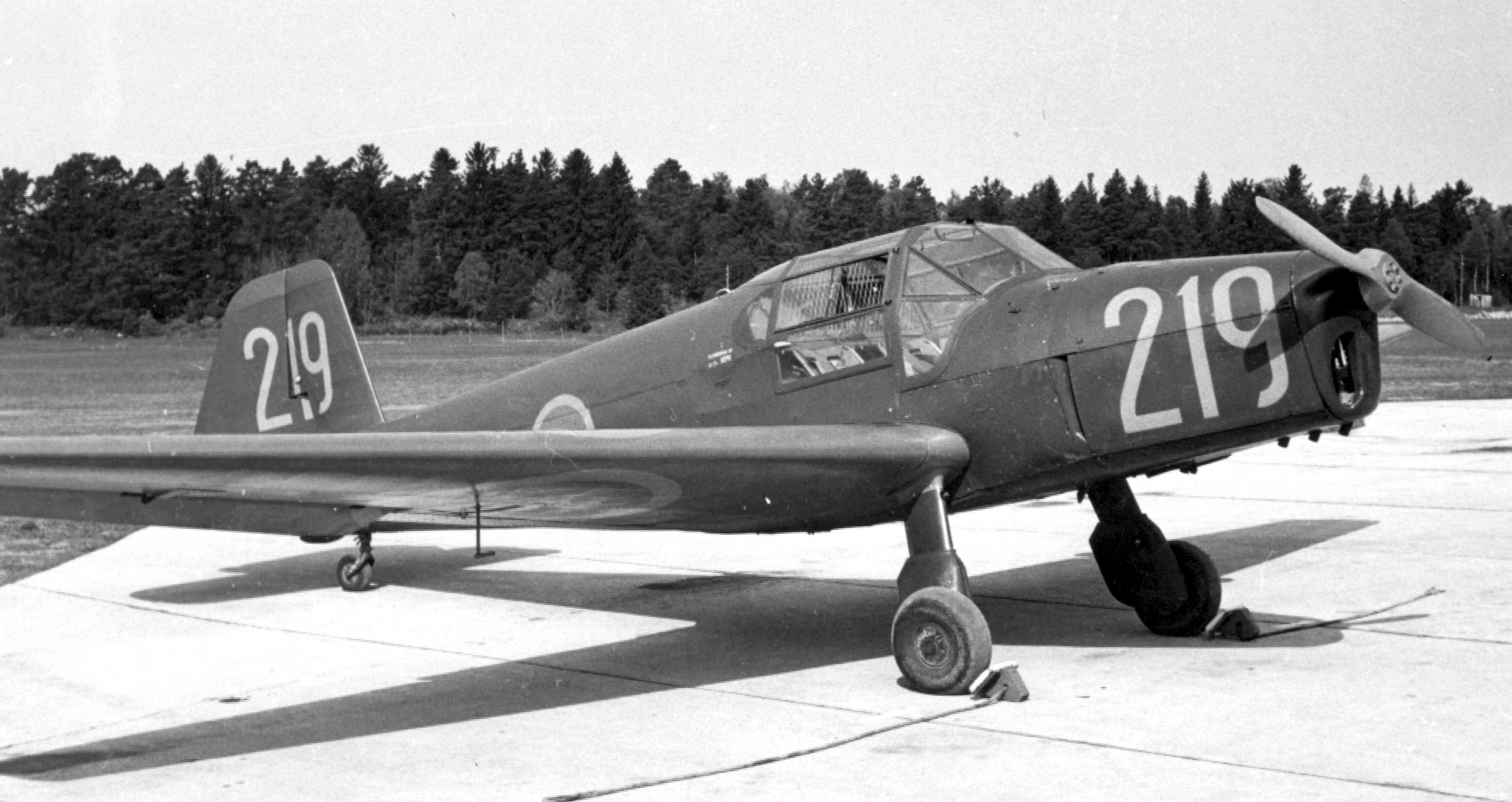
Eine der in Schweden als Sk 25 gebauten und zur Schulung verwendeten Bü 181

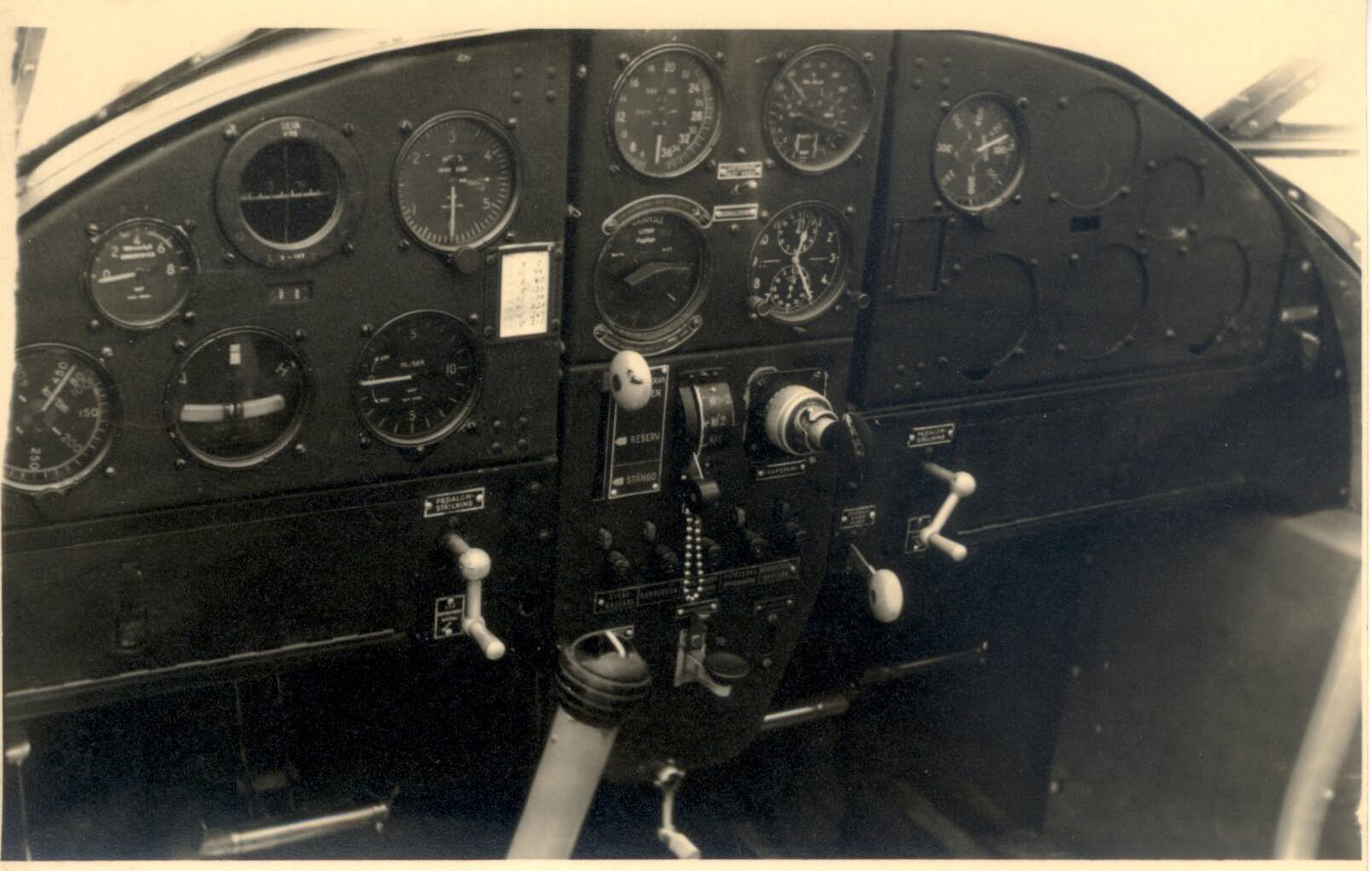
Cockpit Bücker 181 SE-CAX ca. 1955 auf dem Flugplatz Egelsbach bei Frankfurt am Main

Die Bü 181 bedeutete eine radikale Umstellung bezüglich der Gewohnheiten bei der Anfangsschulung der Piloten. Verwendet wurden dafür bisher vorwiegend Doppeldecker, seltener Eindecker, mit zwei offenen, hintereinander liegenden Sitzen für Fluglehrer und Flugschüler, die sich dick vermummt während des Fluges nur mühsam durch vorher abgesprochene Handzeichen verständigen konnten. Nun stellte Carl Clemens Bücker und sein begabter schwedischer Konstrukteur, Anders J. Anderson mit der Bü 181 eine völlig neue Konzeption vor, der er den Namen Bestmann gab. Dies ist in der kleinen Küstenschifffahrt oder der Fischerei der Name für ein Mitglied der Schiffsbesatzung, welches statt des Steuermanns die Seewache übernimmt, ohne jedoch das entsprechende Schifffahrtspatent zu besitzen.
In einer geräumigen, geschlossenen und beheizbaren Kabine saßen Flugschüler und -lehrer nun nebeneinander auf mehrfach verstell- und einstellbaren Sitzen, wodurch eine gute Verständigung möglich wurde.
Mit den bei Bücker als selbstverständlich anzunehmenden guten Flugeigenschaften hätte die Bü 181 beste Aussichten haben müssen, von der Luftwaffe als neues Standardschulflugzeug und Ersatz für die Focke-Wulf Fw 44, Heinkel He 72, ja sogar für die Klemm Kl 35 und die hauseigene Bücker Bü 131 angenommen zu werden. Das war lebensnotwendig, denn im Gegensatz zu praktisch allen Flugzeugentwicklungen anderer Firmen, für die das Reichsluftfahrtministerium (RLM) von vornherein die Entwicklungskosten trug, hatte Bücker wie auch schon zuvor bei der Bü 131 und der Bü 133 das ganze Risiko auch für die Bü 181 voll allein zu tragen gehabt. Er musste mit dem Flugzeug also Erfolg haben, um über einen größeren Auftrag des RLM die Entwicklungskosten wieder hereinholen zu können. Doch der Weg dahin verlief nicht ganz so glatt.

### Die Erprobung
Das erste Flugzeug, die V1, die das Kennzeichen D-EPDS trug, hatte Chefpilot Arthur Benitz vermutlich in den letzten Februartagen des Jahres 1939 eingeflogen. Nur wenige Tage später meldete sich bereits der Chef des Technischen Amtes, Generalleutnant Ernst Udet, zu einer Besichtigung und zu einem Flug an. Wenn er auch an den Leistungen und Eigenschaften offensichtlich wenig zu bemängeln hatte, brachte er doch eine ganze Reihe von Beanstandungen vor, die sich vor allem auf den Kabinenbereich und den Einstieg bezogen. Vor allem waren es die zweigeteilten Einstiegtüren, von denen das untere (Blech-)Teil nach vorne, das obere verglaste nach oben klappte. Auch die Kopffreiheit erschien ihm wohl als zu gering. Es war also eine grundlegende Umkonstruktion mit höchstem Termindruck nötig, die die für Mai vorgesehene Fertigstellung des zweiten Flugzeugs um rund zwei Monate verzögerte. Diese zweite Versuchsmaschine, die D-ERBV, konnten der zuständige Sachbearbeiter der Erprobungsstelle Rechlin, Dipl.-Ing. Helmut Czolbe, sowie andere der dortigen Piloten vom 29. Juli 1939 an in Rechlin nachfliegen. Wie das Bild zeigt, war sie im Kabinenbereich gegenüber der V1 erheblich verändert; sie hatte nun zwar einteilige, aber immer noch nach oben öffnende Einstiegtüren. Vor allem aber entsprach das Seitenleitwerk in Form und Größe noch nicht dem der späteren Serienflugzeuge. Es folgten nun drei weitere Versuchsflugzeuge (V3 bis V5), die in Rechlin in jeder Richtung erprobt wurden. Dazu gehörte auch ein Vergleich mit der Arado Ar 79 auf Tauglichkeit für die Schulung, der zu Gunsten der Bü 181 ausging. Das zweite Konkurrenzmuster, die Klemm Kl 107, war zu dieser Zeit erst in der Firmenerprobung und fiel somit aus.

### Beginn der Fertigung

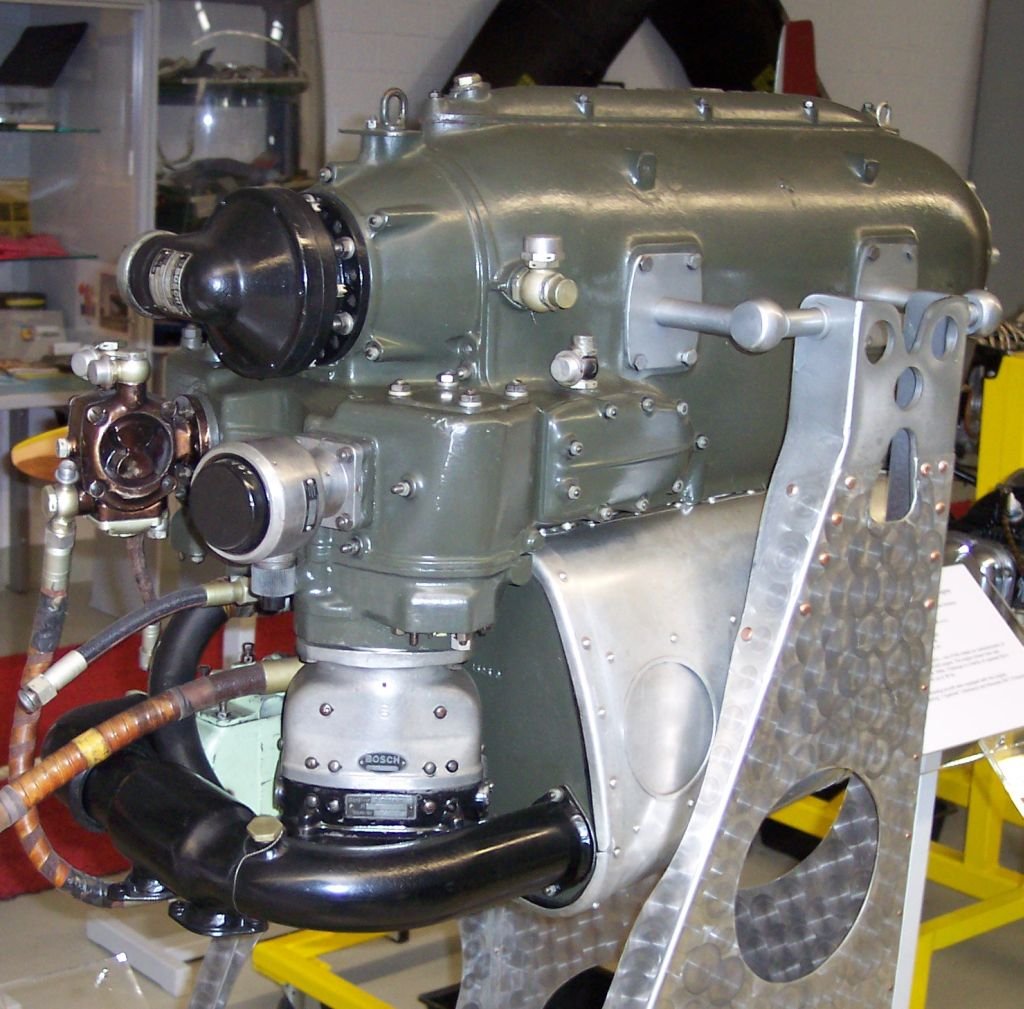
Reihenmotor Hirth HM 500A

Damit erteilte das RLM Bücker einen Großauftrag und ermöglichte ihm auf Staatskosten den dafür nötigen Ausbau seiner Werksanlagen in Rangsdorf, wo Mitte 1940 der Serienbau des neuen Flugzeugs in der Ausführung A-1 (noch mit Motoren Hirth HM 504 A-2) anlief. Er wurde ab Ende 1941 auf B-0 (55 Flugzeuge) und dann auf B-1 umgestellt. Bei dieser Version war bereits der dann bis zum Ende verwendete Motor Hirth HM 500 eingebaut, der ebenso wie sein Vorgänger 105 PS (77 kW) leistete.

### Interesse im Ausland
Im Juni 1942 wurde eine Bestmann in die Schweiz eingeführt und dort mit dem Kennzeichen HB-EBI zugelassen. Die AG für Dornierflugzeuge in Altenrhein/Schweiz, die für die Schweizerische Armee den größten Teil der für deren Fliegerausbildung verwendeten Bü 131 und 133 in Lizenz gebaut hatte, war Halter. Das Flugzeug wurde nun dem Kommando der Flieger- und Flabtruppen zur Erprobung zur Verfügung gestellt. Das Ergebnis entsprach nicht den Erwartungen. Die Schweizer zogen, trotz größter Bemühungen von Bücker, wie der Entsendung des Chefpiloten Benitz zu eindrucksvollen Vorführungen, ihre alten Jungmänner und Jungmeister vor. Die Schweizer Armee übernahm gegen Kriegsende doch noch sieben weitere Bü 181, alles von in die Schweiz geflüchteten Deutschen eingeflogene und beschlagnahmte ehemalige Luftwaffenflugzeuge.
Anders war es in Schweden. Die schwedische Luftwaffe (Flygvapnet) kaufte 1942 ein Flugzeug Bü 181 und erwarb nach zufriedenstellender Erprobung die Nachbaurechte. Von März 1944 bis 1946 wurden unter der Bezeichnung Sk 25 insgesamt 120 Flugzeuge gebaut. Die Maschinen wurden von Hägglund & Söner in Örnsköldsvik gebaut. Die schwedische Luftwaffe nutzte sie zwischen 1944 und 1954. Nach dem Ende ihrer militärischen Laufbahn wurden sie an meist schwedische Fliegerclubs und Privatpersonen verkauft. Mehrere davon kamen nach 1955 nach Deutschland. Einige wenige fliegen noch heute.

### Die Serienfertigung wird ausgeweitet
Als zweite Produktionsstätte wurde von 1942 an die niederländische Firma Fokker zum Bau von Bü 181 herangezogen. Sie erhielt dazu einen Auftrag über 675 Flugzeuge der Ausführung B-1. Als weiterer Hersteller kam ab Mai 1942 die tschechische Firma Zlín hinzu, die bis dahin Kl 35 gebaut hatte. Ihr Auftrag lautete auf 385 Flugzeuge. Während Bücker monatlich 20 Maschinen zu liefern hatte, sollte Zlín mit einer Anlaufzeit von einem halben Jahr auf die gleiche Stückzahl kommen. Fokker hingegen sollte es innerhalb von 10 Monaten auf eine dann gleich bleibende Stückzahl von 40 bringen, so dass jeden Monat wenigstens 80 neue Flugzeuge zur Verfügung standen. Das Flugzeugprogramm 223/1 vom 15. August 1943 zeigt, dass bis zum 31. März des Jahres 606 Flugzeuge übernommen worden waren und Aufträge über 2886 weitere Maschinen erteilt waren, die ab Juni in auf 97 bis 99 angehobenen monatlichen Stückzahlen von den drei genannten Herstellern zu liefern gewesen wären. Fest steht, dass die Luftwaffe im Januar 1944 1318 Bü 181 in Betrieb hatte, deren Zahl bis zum September des Jahres noch auf 1601 Stück anwuchs. Wurden damit im Juni noch 334.000 Flüge gemacht und war jedes Flugzeug im Durchschnitt 102 Stunden in der Luft, so sanken diese Zahlen im September wegen der sich immer mehr auswirkenden Kraftstoffknappheit auf ganze 94.000 Flüge mit einer Flugstundenzahl von nur noch 29 pro Flugzeug.
Produktion der Bü 181 für die Luftwaffe bis 31. Januar 1945:
| Version | Bücker | Zlín | Fokker | SUMME |
| ------- | ------ | ---- | ------ | ----- |
| A-0     | 7      |      |        | 7     |
| A-1     | 18     |      |        | 18    |
| B-0     | 55     |      |        | 55    |
| B-1     | 542    | 181  | 132    | 855   |
| B-2     |        | 201  | 244    | 445   |
| C-1     | 275    |      |        | 275   |
| C-2     | 1      | 404  | 332    | 737   |
| C-3     | 289    |      |        | 289   |
| SUMME   | 1187   | 786  | 708    | 2681  |

Im Februar und März 1945 wurden noch etwa 50–60 Bü 181 von Zlín und Bücker gebaut. Es ist anzunehmen, dass auch im April 1945 einige Flugzeuge vom Band liefen. Damit wurden während des Krieges etwa 2750 Bü 181 gebaut.

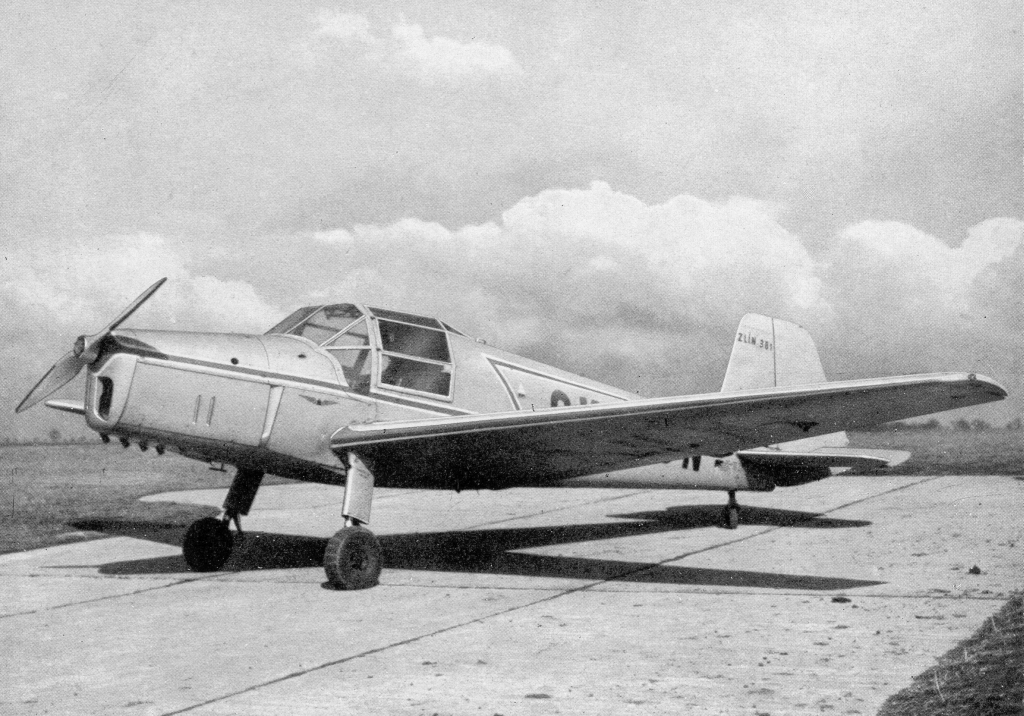
Tschechischer Lizenzbau Zlín Z-381/C-106 mit Walter Minor 4-III

Nach dem Kriegsende gab es eine Fertigung des Flugzeugs nur noch in Zlín als Z-18 oder C-6 (tschechisch Cvičná letadla für Schulflugzeug). Als die deutschen Motoren aufgebraucht waren, wurden tschechische eingebaut. Mit dem Zlín Toma 4 (110 PS) hieß das Flugzeug nun Z-281 oder C-206 und mit dem Walter Minor 4-III (105 PS) Z-381 oder C-106. Gebaut wurden von 1945 bis 1946 71 Stück Z-181, von 1946 bis 1949 79 Stück Z-281 und von 1947 bis 1953 315 Stück Z-381, zusammen 465 Flugzeuge.

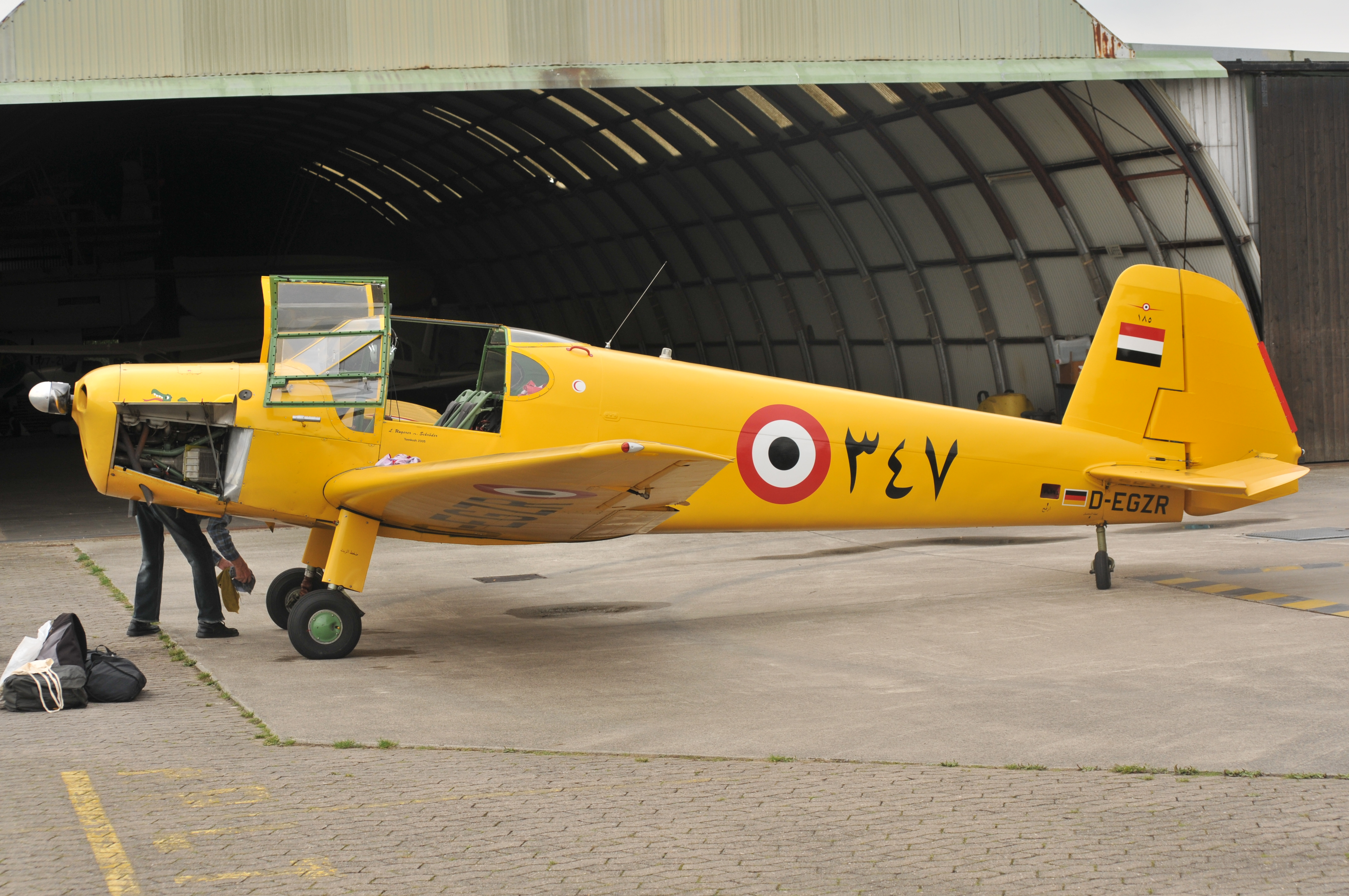
Heliopolis Gomhouria Mk6

Damit war die Karriere der „Bestmann“ aber noch nicht beendet. In Ägypten erwarb die Firma Heliopolis Air Works in den 1950er-Jahren die Bauunterlagen und entwickelte unter der Bezeichnung Gomhouria eine eigene Version, die als Antrieb einen 6-Zylinder-Boxermotor Continental O-300 A mit 147 PS (108 kW) besaß und auch in verschiedene Länder des Nahen Ostens exportiert wurde.

## Technische Daten
| Kenngröße              | Daten Bü 181A                                |
| ---------------------- | -------------------------------------------- |
| Besatzung              | 1–2                                          |
| Länge                  | 7,85 m                                       |
| Spannweite             | 10,60 m                                      |
| Höhe                   | 2,05 m                                       |
| Flügelfläche           | 13,50 m²                                     |
| Flügelstreckung        | 8,3                                          |
| Leermasse              | 480 kg                                       |
| max. Startmasse        | 750 kg                                       |
| Höchstgeschwindigkeit  | 215 km/h                                     |
| Dienstgipfelhöhe       | 5000 m                                       |
| max. Einsatzreichweite | 800 km                                       |
| Triebwerk              | ein Reihenmotor Hirth HM 504, 105 PS (77 kW) |